# Jarvis-sziget
A Jarvis-sziget egy 4,5 km² nagyságú lakatlan korallsziget a Csendes-óceán déli részén, félúton Hawaii és a Cook-szigetek között. A Sor-szigetek egyik legdélebbi tagja, az Egyesült Államok fennhatósága alatt áll.

## Földrajz és ökológia
A szigeten trópusi sivatagi éghajlat uralkodik a nappali hőmérséklet magas, erős szél és napsütés jellemzi, az éjszaka viszont igen hideg.
A sziget talaja többnyire homokos, köves, legmagasabb pontja 7 méter.
Édesvíz nem található a szigeten és a csapadék mennyisége is csekély, ezért a növénytakaró ehhez alkalmazkodó alacsony cserjékből és gyér fűcsomókból áll. Az állatvilág is igen szegényes, főként a part mentén fészkelő madarakból áll.

## Története

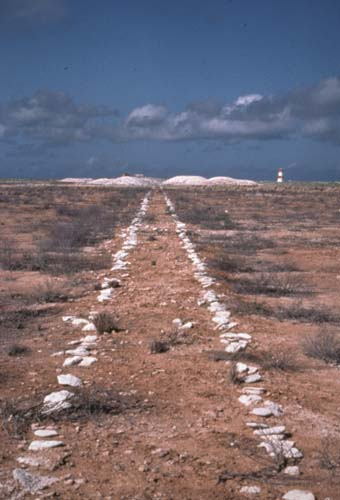
Guanó szállításra használt vasútvonal maradványai, háttérben a világítótoronnyal

Az akkoriban Bunker-szigetnek nevezett földterületet 1821. augusztus 21-én fedezte fel Eliza Francis brit hajó. A britek, élükön a Jarvis-testvérekkel, felmérték a szigetet és emberi tartózkodásra alkalmatlannak találták, így nem vették brit uralom alá. Később, 1858. február 27-én az Egyesült Államok tulajdonába került, idővel a felfedezőjéről, Jarvis-szigetre keresztelták át. A 19. század második felében a szigeten élénk guanóbányászat kezdődött, melyet puskapor és műtrágyagyártásra használtak. A kitermelést Samuel Gardner Wilder finanszírozta, egészen 1878-ig, mikor Hawaii Királyság belügyminiszterévé nevezték ki. Még 1879-ig folytatódott a pénzügyi támogatás elmaradaása miatt egyre kisebb intenzitású bányászat, mikor minden egykori munkás elhagyta a szigetet.
1880-ban új-zélandi bányászok érkeztek, de kereskedelmi háttér és ismeretek hiányában a kitermelt guanót nem tudták értékesíteni, ezért hamarosan egyikük – Squire Flockton – kivételével mindannyian elhagyták a szigetet. Flockton a szigeten lett öngyilkos a magány és a nehéz körülmények miatt.
1913. augusztus 30-án a sziget partjainál zátonyra futott a Newcastle-ből San Franciscóba tartó Amaranth. A hajótöröttek rövid ideig a szigeten éltek, de az élelem és víz hiánya miatt hamarosan csonakokat építettek a megmaradt bányaépületekből és elhagyták a szigetet. Egyik csónak Pago Pagót, a másik Nyugat-Szamoát érte el sikeresen.
1935 és 1942 között a sziget nyugati partján létrejön Millersville település. Ekkor több infrastrukturális beruházás történt, meteorológiai és rádióállomás valamint leszállópálya épült.
A sziget mára már teljesen lakatlan, az egykori emberek jelenlétét csupán egy világítótorony és néhány rom őrzi.

### Millersville
Millersville egy település volt a Jarvis-szigeten. A szigetet az USA kormányzat 1935. március 26-án gyarmatosította a Baker, Howland és Jarvis Gyarmatosítási Irányelv értelmében (lásd Howland-sziget és Baker-sziget). 1936. május 13-án Franklin D. Roosevelt elnök a sziget irányítását az USA belügyminisztériumára ruházta át. A település létét egy nagy sátorcsoportként kezdte, nevét pedig az USA légügyi minisztériuma egyik hivatalnokáról kapta. Később fakunyhók, végül összkomfortos kőházak is megjelentek. Egy rádióállomás, meteorológiai megfigyelőállomás és egy repülőgép-leszállópálya is épült, bár ezt végül soha nem használták.
A második világháború kezdetén egy japán tengeralattjáró jelent meg a parton, amit a telepesek a kimenekítésükre érkezett amerikai tengeralattjárónak véltek. A tengeralattjáró tüzet nyitott rájuk a fedélzeti ágyújával, de senki nem sebesült meg. Végül 1942. február 7-én az USCGC Taney evakuálta a telepeseket, a lakásokat pedig lebombázta és felégette, hogy japán kézbe ne kerüljenek. Később a japánok tovább pusztították a maradványokat.

## Fordítás
Ez a szócikk részben vagy egészben  a   Jarvis Island című angol Wikipédia-szócikk fordításán alapul.  Az eredeti cikk szerkesztőit annak laptörténete sorolja fel. Ez a jelzés csupán a megfogalmazás eredetét és a szerzői jogokat jelzi, nem szolgál a cikkben szereplő információk forrásmegjelöléseként.